# Врх-при-Крижу
Врх-при-Крижу (словен. Vrh pri Križu) — поселення в общині Жужемберк, регіон Південно-Східна Словенія, Словенія. Висота над рівнем моря: 342,7 м.